# Demonax flavofasciatus
Demonax flavofasciatus är en skalbaggsart som beskrevs av Dauber 2002. Demonax flavofasciatus ingår i släktet Demonax och familjen långhorningar. Inga underarter finns listade i Catalogue of Life.